# Niphona vicina
Niphona vicina är en skalbaggsart som beskrevs av Charles Joseph Gahan 1895. Niphona vicina ingår i släktet Niphona och familjen långhorningar.
Artens utbredningsområde är Myanmar. Inga underarter finns listade i Catalogue of Life.